# 奥索维亚欣行动
奥索维亚欣行动（俄語：Операция Осоавиахим）是苏联的一场秘密人员运输行动。作为战争赔偿，逾2500名前納粹德國专家（来自多个领域的科学家、工程师、技术人员，此前都工作于柏林以及德国苏占区境内的与军事和经济政策相关的公司和研究机构）和大约4000名家属（共计人数逾6000）被从前纳粹德国境内运至苏联。1946年10月22日凌晨时分，苏联内务部人员和苏军部队将目标科学家们全围捕起来，经铁路运输至苏联。很多与德方科研相关的设备也被运走，行动目的就是简单直接地将德国的科研、生产中心搬到苏联。 